# Condado de Alcântara
El título de conde de Alcântara fue instituido por decreto del rey Luis I de Portugal el 26 de diciembre de 1878, en beneficio de João José de Alcântara (Portalegre, Elvas 6 de marzo de 1827 - 7 de octubre de 1895), político, miembro del parlamento del reino de Portugal y una figura importante culturalmente en la ciudad de Elvas.

## Lista de condes de Alcântara
- João José de Alcântara
- Felicidade Perpétua de Abreu de Alcântara
- Júlio de Abreu de Alcântara Botelho
- Adriana Picão de Abreu de Alcântara Botelho
- Manuel Vicente Picão de Abreu Saraiva de Lima Grenho e Guerra
- Francisco da Silva Picão de Abreu
- António Luís Serra Picão de Abreu

- Datos: Q5781293